# Пернице
Пернице (на словенски: Pernice) е село в Словения, Корошки регион, община Мута. Според Националната статистическа служба на Република Словения през 2015 г. селото има 119 жители.